# Mar de Tchuktchi

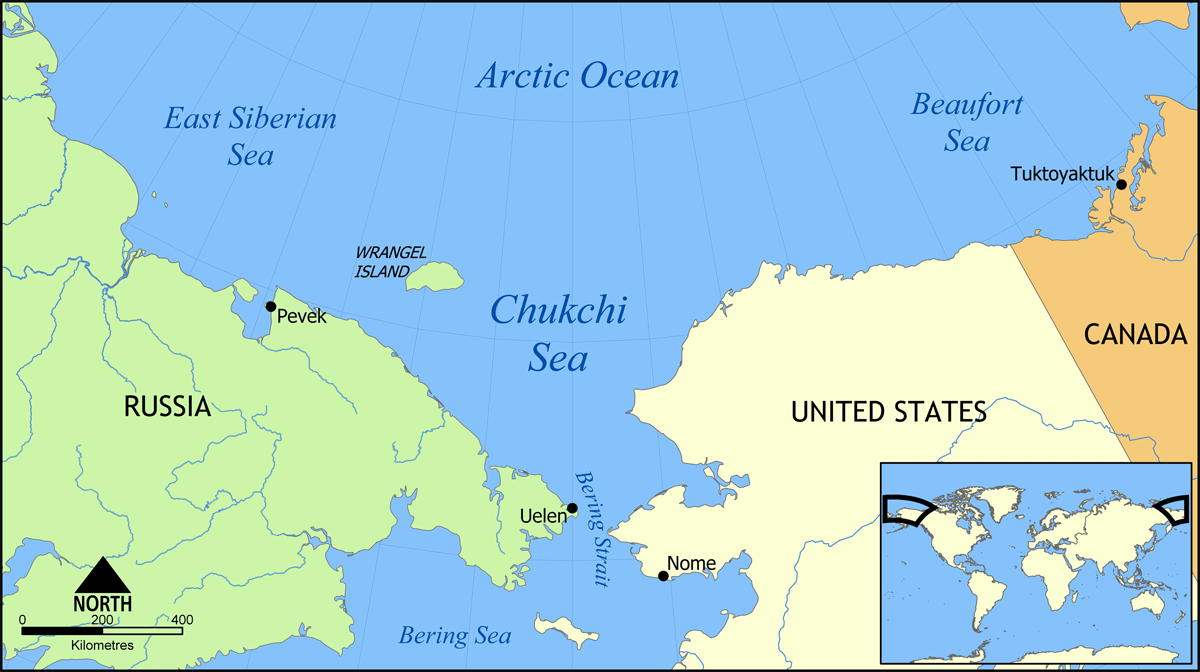
Localização do Mar de Chukchi

O mar de Thuktchi ou mar de Chukchi (em russo:  Чуко́тское мо́ре, transl. Tchukótskoe móre, pronúncia russa: [tɕʊˈkotskəjə ˈmorʲɪ]) situa-se no oceano Ártico, entre Tchukotka, na Rússia, a oeste, e Point Barrow, no Alasca, a  leste. É composto de duas plataformas continentais que, ao sul, se afinam em forma de ampulheta, dando origem ao estreito de Bering.